# Tabacundo
Tabacundo (en kichwa : Tawakuntu) est une ville située en Équateur, dans la province de Pichincha. Elle est la capitale du canton de Pedro Moncayo.
La population de la ville était de 6 107 habitants au recensement de 2001.